# Genay (Metropoli di Lione)
Genay è un comune francese di 5 181 abitanti situato nella metropoli di Lione della regione Alvernia-Rodano-Alpi.

## Società

### Evoluzione demografica
Abitanti censiti